# 해양에너지 (기업)
해양에너지는 천연가스를 광주광역시, 나주시, 화순군 등 광주전남권 일원에 공급하고 있는 주식회사이다.

## 연혁
- 1982년 5월 11일 해양도시가스주식회사 설립
- 2001년 1월 19일 LG칼텍스정유(현 GS칼텍스)가 세아제강으로부터 해양도시가스를 인수함[6]
- 2005년 1월 27일 LG그룹에서 계열 분리하고 GS그룹 계열사로 편입
- 2012년 GS에너지 자회사로 편입
- 2018년 GS에너지가 주식회사 코리아에너지홀딩스에게 해양도시가스를 매각함
- 2019년 주식회사 해양에너지로 사명 변경

## 같이 보기
- GS에너지
- 인천도시가스
- 귀뚜라미에너지
- 코원에너지서비스